# Kentucky Horse Park

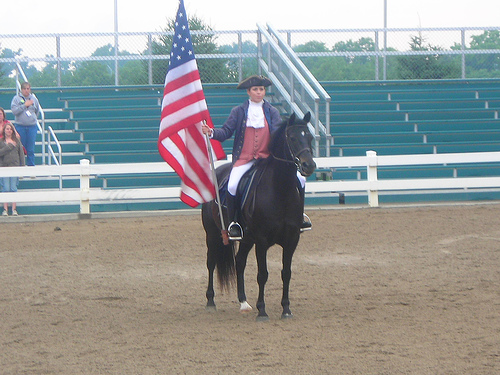
Morganhäst med autentisk klädd ryttare under Parade of Breeds i Kentucky Horse Park.

Kentucky Horse Park är en stor park i Lexington i Kentucky, USA. Parken är byggd som en hyllning till hästen och har idag många olika häst-attraktioner bland annat en galoppbana, ett hästmuseum och en av världens största stallar med över 52 stora boxar och en auktionsring. Parken är även känd för sin samling av olika hästraser om bland annat visas upp i en parad. 
Parken som är på 400 hektar öppnades 1978 och är än idag en stor turistattraktion. I parken hålls även prestigefyllda tävlingar några gånger om året. Mellan 25 september och 10 oktober 2010 hölls även Ryttar-VM i Kentucky Horse Park.

## Historia

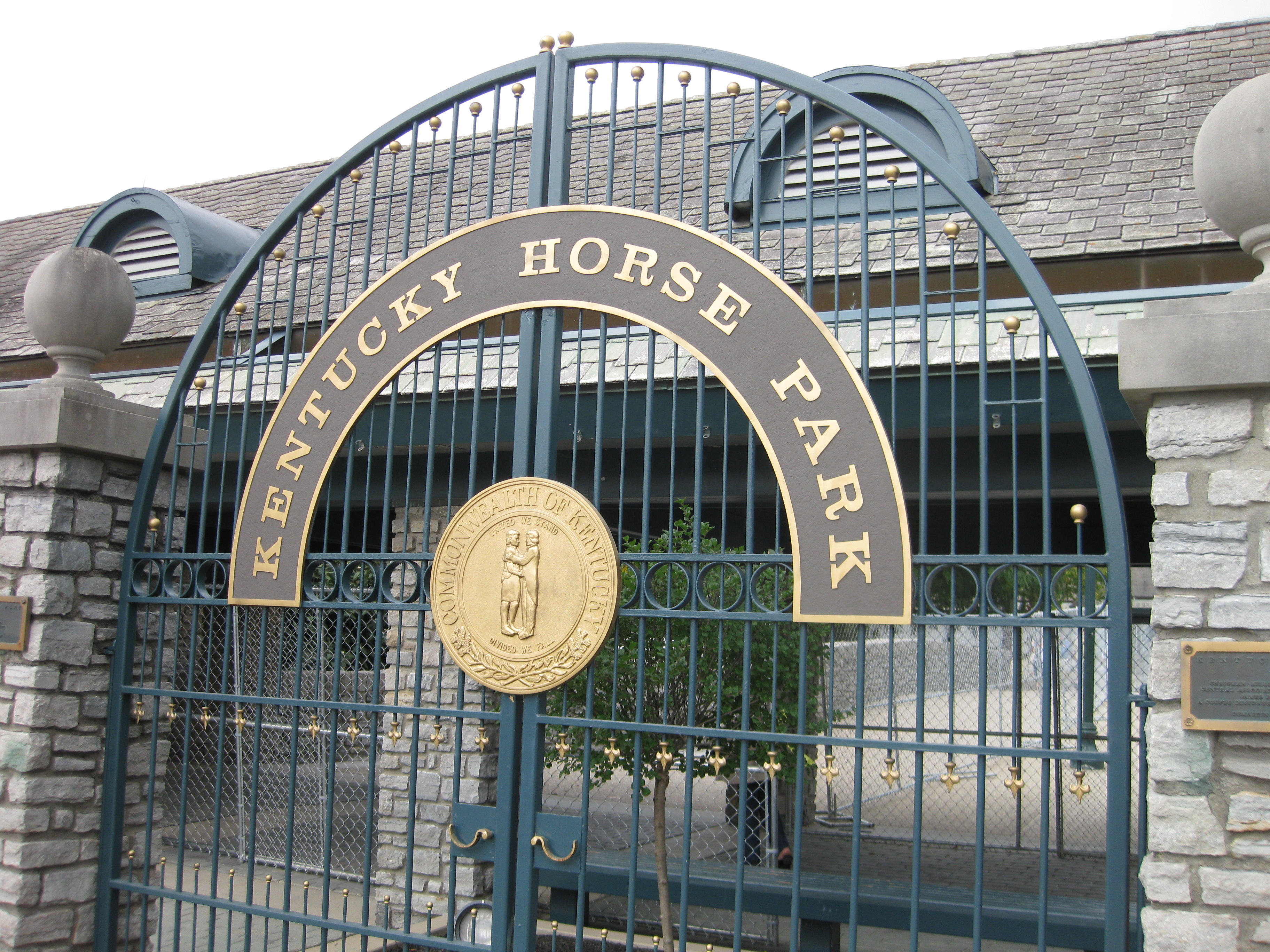
Grindarna till entrén.

Redan 1777 erbjöd Virginias guvernör Patrick Henry en stor bit mark i Kentucky till sin svåger William Christian som en belöning till dennes deltagande i Indiankrigen och i kriget mot Frankrike. 1785 flyttade familjen Christian till Kentucky och anlade en stor farm på marken. Efter William Christians död såldes marken av i flera delar varav den största delen såldes till Eliphalet Muir och hans fru Anne Boone som utvecklade farmen och specialiserade sig i upfödning av Saddlebredhästar.
Efter Muirs död såldes farmen flera gånger och var vid ett tillfälle ett stuteri för engelska fullblod och även en träningsanläggning för travhästar. 1866 stod byggandet klart av den stora herrgårdsbyggnaden som idag fungerar som kontor i parken. Innan 1900-talet hade mycket av farmen sålts av och var inte mer än 182 hektar stor men 1904 hade gården sålt till Sam S. Brown, en mycket förmögen kol-baron. Brown utökade gården från 182 hektar år 1894 till 800 hektar på 10 år. 1897 stod även "Big Barn" klar, den enorma stallbyggnaden som fortfarande är en central del i parken. Den var vid sin tid en av de största stallsom någonsin byggts. Marken ärvdes sedan vidare till Browns dotter och senare till hans barnbarn Lela Harkness Edwards och dennes svägerska Mary Edwards. Dessa delade då upp marken emellan sig och fick 400 hektar var. 
1972 sålde Mary Edwards sin del till Commonwealth of Kentucky för 2,7 miljoner dollar. Myndigheten började då uppbyggandet av parkensom en hyllning till hästen då gården främst hade använts till olika hästverksamheter. 1978 invigdes parken när man även höll det årets världsmästerskap i fälttävlan. Idag är Kentucky Horse Park den enda häst-parken i världen som är öppen för allmänheten och en stor turistattraktion.

## Attraktioner

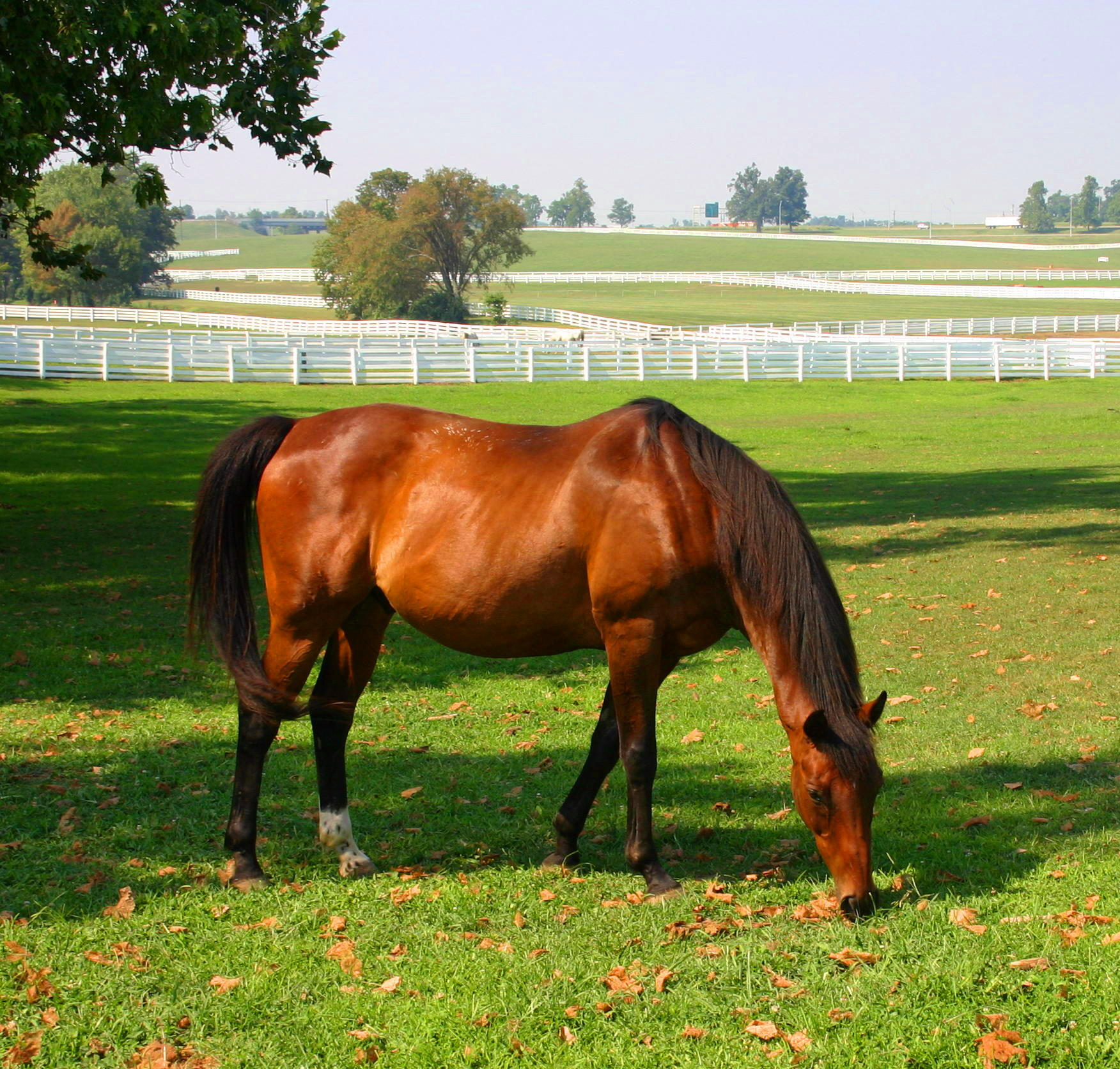
Häst som betar i Kentucky Horse Park. Parken ligger mitt i det välkända Blugrass-distriktet som är en av världens främsta regioner inom uppfödning av galopphästar.

Kentucky Horse Park har många attraktioner och sevärdheter som har med hästar att göra. Bland annat har de ett museum över den amerikanska saddlebredhästen som en gång avlades i området av familjen Muir-Boone. Framför museet står en bronsstaty i naturlig storlek av saddlebredhästens stamfader Supreme Sultan. 
I parken finns även ett internationellt museum över hästens historia, som idag räknas som världens största hästmuseum, som ligger i en mycket uppmärksammad spiralbyggd byggnad i parken. I museet finns en kollektion av hästvagnar från 1800-talet, ett bildgalleri över ridsportens historia och en enorm samling kallat "Calumet Farm: Five Decades of Champions, en samling på 560 troféer och 35 målningar över de största galopphästarna som avlats fram på stuteriet Calumet Farm. Man har även utställningar med hästbaserad konst som byts ut varje år.  
I parken finns även en galoppbana, flera dressyrringar, en hinderbana, en jättelik inomhusarena och flera stallar med plats för över hundra hästar. Man har också en smedja där besökare kan se en hovslagare tillverka hästskor och ponnyridning och turridning för besökarna. 

### Stallarna
Kentucky Horse Park är känt för stallarna "Big Barn", "Breeds Barn" och "Draft Horse Barn". I Big Barn finns det plats för 52 hästar och innefattar även en auktionsring. I "Breeds Barn" står hästar av 50 olika hästraser som visas upp i en parad två gånger om dagen under sommarhalvåret, ridna av folk i auentiska folkdräkter från rasens hemland. "Draft Horse Barn" har en samling av olika arbetshästar, bland annat en mycket känd samling av belgiska Brabanthästar som används för att dra vagnar runt parken, samt även den brittiska kallblodshästen Suffolk punch. Man avlar även så kallade "mammut-mulor" på de belgiska kallbloden genom att korsa dessa med åsnor. Dessa mulor är kända för sin rödbruna päls och den höga mankhöjden. 
I stallet "Hall of Champions" står även flera amerikanska championhästar inom ridsporten uppstallade.

### Legends of the Park

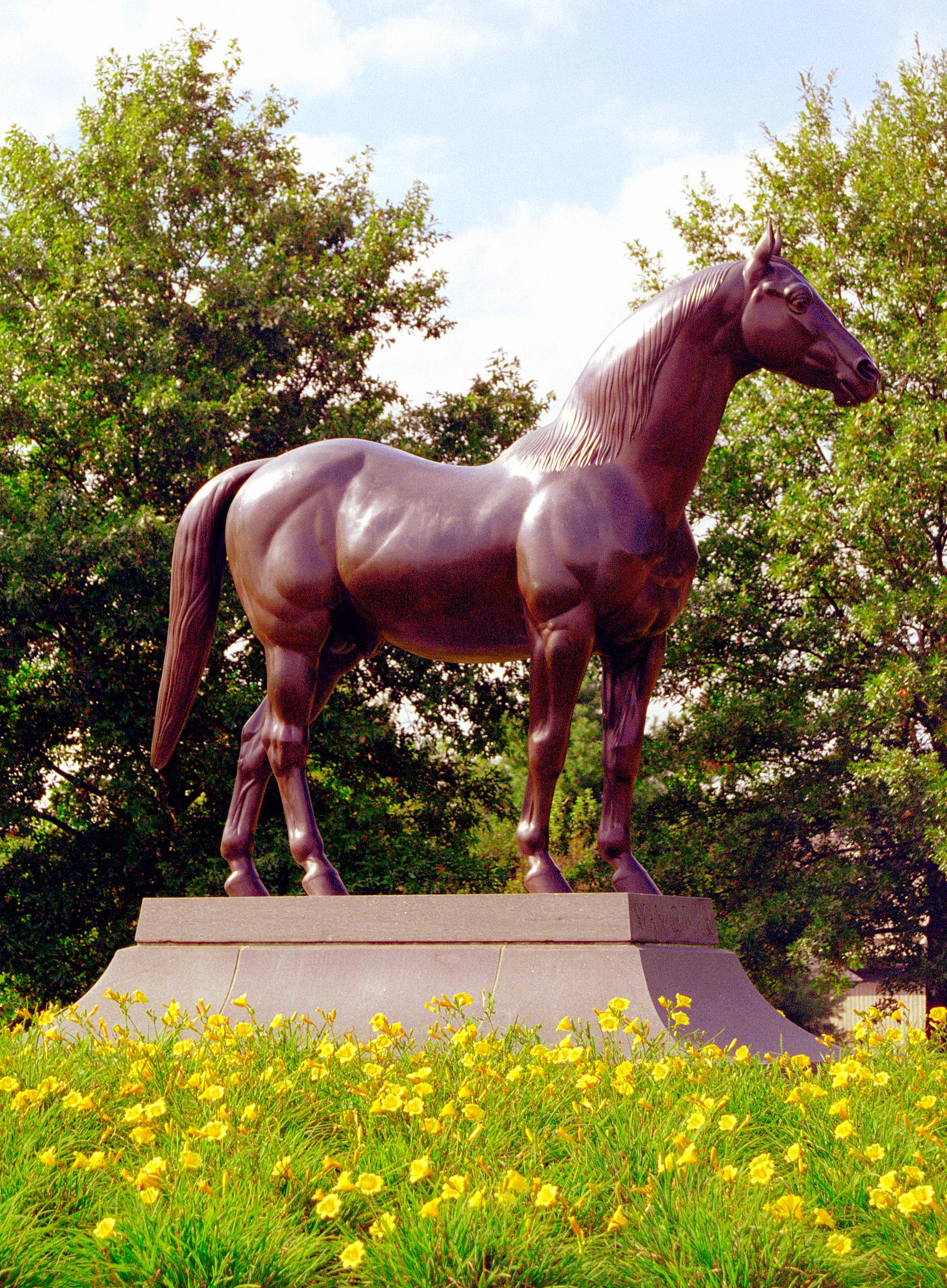
Man O' War var en stor galopphäst som hedrats med en begravning i parken, samt denna staty som är gjord av Hubert Haseltine.

Kentucky Horse Park är även kända för att hedra framgångsrika hästar och ryttare. Detta kallas Legend of the Park. Flera stora hästar ligger begravda i parken. En av de största, Man O' War, har sin grav i parken. Man O' War var en av de mest framgångsrika galopphästarna som enbart förlorade ett av sina löp. En staty som gjorts av konstnären Hubert Haseltine är även rest inne i parken till hästens ära. 
En staty är även rest till ära över galopphästen Secreteriat, en galopphäst som tog titeln Triple Crown år 1973, enbart 3 år gammal. Han slog även två världsrekord som gäller än idag. Turister kan även besöka graven till jockeyn Isaac Burns Murphy, som vann hela 628 lopp under sin karriär. 
Många andra championhästar har hedrats med en begravning i Kentucky Horse Park bland annat galopphästen Alysheba som anlände till parken 2008 men dog redan 2009. Andra hästar var galopphästarna Kona Gold och Bold Forbes som är ättling till legendariska Bold Ruler, travhästarna Rambling Willie och Cam Fella, samt Saddlebredhästarna CH Imperator och CH Skywatch. 2009 begravdes även parkens egen häst John Henry som dog vid en ålder av 32. Han hade då levt 22 av dessa i parkens ägo. 

### Southern Lights
Varje år på fredagen före Thanksgiving öppnar parken en display i hela parken som sedan hålls öppen ända fram till nyårsafton. Displayen består av en 5 km lång väg kantad av lampor, blinkande ljus och både rörliga och orörliga neonskyltar. Man kan köra igenom hela displayen med bil eller häst och vagn, men man kan även gå igenom displayerna. 
Varje år hålls även en välgörenhetsgala som kallas "Southern Lights Stroll" medan displayerna fortfarande sitter uppe. Pengarna går till lokala organisationer som delar ut mat till fattiga och till Kentucky Horse Park Foundation. I "Southern Lights Stroll" kan deltagarna välja mellan att gå den 5 km långa rundan eller springa genom displayen. 

## Hästrasföreningar
Sedan öppnandet 1978 har många hästrasföreningar öppnat sina högkvarter i Kentucky Horse Park. Idag har hela 12 föreningar sitt säte i parken. 
Dessa är: 
- American Association of Equine Practitioners
- American Farrier's Association
- American Hackney Horse Society
- American Hanoverian Society
- American Saddlebred Horse Association
- Carriage Association of America
- Kentucky Horse Racing Authority
- Equestrian Events, Inc.
- United States Hunter/Jumper Association
- United States Dressage Federation
- United States Equestrian Federation
- United States Pony Clubs, Inc.

## Tävlingar
Varje år hålls ett flertal tävlingar på parkens område, inte bara inom häststport. Man håller även hundshower, bland annat "Bluegrass Classic Dog Show", som hålls av den amerikanska, nationella kennelklubben. Under hösten håller man "Kentucky Fall Classic Saddlebred Show" där man visar upp American Saddlebred-hästar, Hackneyhästar och andra lättare körhästar, både framför vagn och under sadel. 
Kentuckys mest kända tävling, utöver galopptävlingarna, är Rolex Kentucky Three Day som är en av världens sex årliga fälttävlanstävlingar på den högsta svårighets nivån CCI****. Första dagen håller man inspektioner, andra och tredje dagen rider ryttarna dressyr, fjärde dagen fältritt och femte dagen banhoppning. Dessa tävlingar hålls främst på våren. 

### 2010 FEI World Equestrian Games

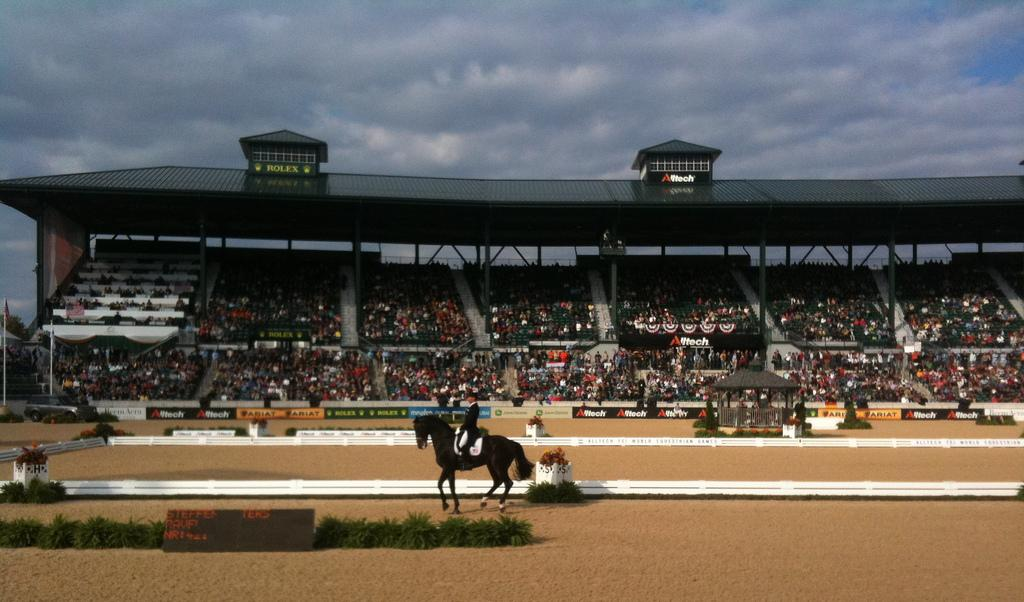
Kentucky Horse Park höll 2010 års Ryttar-VM och man byggde då en helt ny utomhusarena.

Den 6 december 2005 meddelade FEI att Kentucky Horse Park skulle bli den officiella arrangören av Ryttar-VM 2010. Detta var första gången som ryttar-VM hölls utanför Europa. I världsmästerskapet hade man flera deltävlingar på olympisk nivå i 8 grenar, och det är första gången deltävlingarna hålls på samma plats under hela världsmästerskapet. De grenar som ingick i spelen var dressyr, banhoppning, fälttävlan, voltige, distansritt, westernridning, körning, samt Para-dressyr för ryttare med handikapp. Hela 58 nationer deltar i tävlingarna. 
I och med att parken blev arrangör fick man år 2006 36 miljoner dollar för att förbättra inomhusarenan. Förbättringar gjordes på parkens ljudsystem och man byggde ett nytt hotell utanför området. 2007 ansökte man om ytterligare ekonomisk hjälp för att bygga en utomhusbana med över 10 000 sittplatser som kunde utökas till 30 000 sittplatser vid behov, en 2000 kvadratmeter stor utställningsbana där försäljare kunde ställa ut och sälja hantverk, hästredskap och liknande. Ytterligare pengar lades på vägarna genom parken så att man kunde ha en andra entré in till parken och att vägen skulle byggas runt parken då deltävlingar hölls på två sidor av själva parken. En av de största sponsorerna för spelen var det lokala djurhälso- och näringsföretaget Alltech.